# Verbrannter Berg (Eifel)
Der Verbrannte Berg nahe Wolfgarten im nordrhein-westfälischen Kreis Euskirchen ist eine 516,2 m ü. NHN hohe Erhebung des Kermeters, einem Höhenzug des Eifelteils Rureifel; zugleich ist Verbrannter Berg eine dortige Gemarkungsbezeichnung.

## Namensherkunft
Die Herkunft des Namens ist unklar; eine mögliche Erklärung sind die zahlreichen Kohlenmeiler, die es in der Vergangenheit am Kermeter gab.

## Geographische Lage
Der Verbrannte Berg erhebt sich im Nationalpark Eifel auf dem Rücken des Kermeters über den Tälern der Rur im Norden und der Urft im Süden. Sein Gipfel liegt etwa 260 m südlich der Landesstraße 15 (Kermeterhochstraße), die von der Rurtalsperre südostwärts über den Höhenzug zur L 249 führt; letztere verläuft dann weiter zum nahen Schleidener Ortsteil Wolfgarten.

## Flora
Das Gebiet am Verbrannten Berg soll eines der größten zusammenhängenden Waldgebiete des Landes sein. Die Gemarkung weist neben dem weitestgehend der potentiellen natürlichen Vegetation entsprechenden Buchenwald und stärker forstwirtschaftlich geprägten Eichen-Hainbuchenwald auch Abschnitte von Forsten aus Bergahorn und Nadelwald (Fichten) als Altersklassenwald auf.
Auf den von Wanderern kaum mehr benutzten Wegen befindet sich im 21. Jahrhundert eine sich selbst überlassene Waldlandschaft, die das Konzept der Nationalparkverwaltung am Kermeter (mit Altholz und Totholz) beispielhaft umsetzt. Teile des Waldes sind bereits in einem urwaldähnlichen Zustand, auch Urwald Verbrannter Berg genannt. Liegengelassene Baumstämme sind von Moosen, Flechten und Pilzen überzogen. Die „Lichtschneise“ ist ein Feuchtgebiet mit Wildblumen und Binsen; vereinzelt sprießen junge Buchenschösslinge.

## Verkehr und Wandern
Funktional hat sich das Gebiet mit der Schließung des Truppenübungsplatzes und der Gründung des Nationalparks zu einem Wander- und Naturschutzgebiet gewandelt. Vom Eifelverein wurden mehrere Wanderparkplätze am Nordrand der Gemarkung an der Kermeterhochstraße (L 15) (Titzbruchwiese, Alte Buchen, Verbrannter Berg und Lichtschneise) angelegt. Sie werden als Ausgangspunkte zum Zugang zum nördlich parallel zur Straße verlaufenden Hauptwanderweg des Eifelvereins
- nach Nordost zum Trappisten-Kloster Mariawald und weiter nach Heimbach oder
- nach Südost (über Wolfgarten nach Gemünd)

benutzt oder zu Wanderungen südlich in die Gemarkung hinein, insbesondere entlang der Lichtschneise, deren Durchwanderung nach etwa einem Kilometer einen guten Ausblick auf die Urftseeregion ermöglicht.
Zwischen 1946 und 2005 waren alle Wege durch die Gemarkung, deren Südrand auf dem Truppenübungsplatz Vogelsang, dem militärischen Sperrgebiet der Ordensburg Vogelsang lag, nach rund zwei Kilometern mit Warnschildern gesperrt. Ein Durchgang zum Urftseerandweg war nicht möglich. Dieser eingeschränkte Zugang hat das Gebiet für Wanderer unattraktiv gemacht; mit der Zeit sind diese Parkplätze und Wege verbuscht.
Seit dem Abzug der belgischen Truppen am 1. Januar 2006 ist ein Abstieg zum Urftsee wieder möglich. Die Nationalparkverwaltung hat den Wanderweg vom Parkplatz Alte Buchen 2009 mit 5,3 km zur Urfttalsperre neu ausgemessen und beschildert. Es handelt sich dennoch um eine kaum begangene Route; die Parkbucht bietet im Vergleich zum Parkplatz Kermeter nur wenigen Fahrzeugen Platz, und der Zugang zur Urfttalsperre ist sowohl von Rurberg-Paulushof als auch vom Wanderparkplatz Kermeter (ehemals Paulushof) einfacher und kürzer.

## Karte
Nationalpark-Karte, Wanderkarte Nr. 50 des Eifelvereins, Nationalpark Eifel. Wandern. Radfahren. Reiten. Landesvermessungsamt Nordrhein-Westfalen, 1:25.000, 2008